# Artorima
Artorima é um género botânico pertencente à família das orquídeas (Orchidaceae).

## Espécies
O gênero Artorima possui 1 espécies reconhecidas atualmente.
- Artorima erubescens (Lindl.) Dressler & G.E.Pollard